# Moord op Robert F. Kennedy
De moord op de Amerikaanse senator Robert F. Kennedy, broer van en voormalig minister van justitie onder president John F. Kennedy, werd op 5 juni 1968 gepleegd in het Ambassador Hotel in Los Angeles. 
Toen Robert Kennedy vlak na middernacht door de menigte naar de uitgang liep, schoot een omstander hem neer. Hij stierf later in het ziekenhuis. Sirhan Sirhan, een Palestijnse immigrant, werd gearresteerd en aangeklaagd wegens de moord.

## De moord
Kennedy had zojuist de voorverkiezingen voor zijn Democratische kandidaatstelling in de aanloop naar de Amerikaanse presidentsverkiezingen van 1968 gewonnen in de staten Californië en South Dakota. Om ongeveer 00.10 uur plaatselijke tijd sprak hij een groep aanhangers toe in de Ballroom van het Ambassador Hotel in Los Angeles. De beveiliging bestond uit één FBI-agent en twee andere veiligheidsmensen. De Secret Service (geheime dienst) verleende toentertijd nog geen bescherming aan presidentskandidaten en senatoren.
Hoewel het de bedoeling was eerst nog een andere groep aanhangers toe te spreken, werd vanwege de deadline van de journalisten besloten eerst een persconferentie te houden. De tijd drong, en de FBI-agent wees op een weg door de keuken waardoor ze sneller bij de journalisten zouden zijn. Robert Kennedy en zijn veiligheidsmensen liepen door de menigte, terwijl Kennedy continu handen schudde. 
Bij een ijsmachine verderop maakte een man zich los uit de menigte. Hij vuurde een aantal kogels op Kennedy af, die in elkaar zakte. De man, Sirhan Sirhan genaamd, richtte zijn pistool om nog een kogel op Kennedy af te vuren, maar bemerkte dat het wapen al leeg was. Veiligheidsmensen, geholpen door schrijver George Plimpton, atleet Rafer Johnson en Americanfootballspeler Rosey Grier, wisten Sirhan te overmeesteren. De FBI-agent rolde zijn jas op en legde die onder Kennedy's hoofd. Zijn echtgenote Ethel was er vlug bij en hield het hoofd vast van haar man, die er ernstig aan toe was.
Na ongeveer dertig minuten werd Kennedy overgebracht naar het dichtstbijzijnde ziekenhuis, waar hij geopereerd werd. Na tien uur en dertig minuten liet het ziekenhuis weten dat Kennedy in kritieke toestand was. Om 01.44 uur stierf Kennedy, 26 uur na de schietpartij.

## Sirhan Sirhan
Direct na de moord beweerde Sirhan zich er niets meer van te herinneren. Hij verklaarde dat hij onder hypnose was geweest.
Op 3 maart 1969 bekende Sirhan Kennedy te hebben vermoord. Hij was een christelijke Palestijnse immigrant. Geschriften die in zijn woning werden aangetroffen speelden in het proces een cruciale rol als bewijsmateriaal. Op 17 april 1969 stond Sirhan terecht en hij werd zes dagen later veroordeeld tot de doodstraf. Het hof zette deze straf in 1972 om in levenslang. In 2011 werd voorwaardelijke invrijheidstelling geweigerd. Sirhan zit (2024) nog altijd gevangen.

## Samenzweringstheorieën
Net zoals het geval was bij de moord op president Kennedy, ontstonden er onder het Amerikaanse volk veel complottheorieën, mede doordat er materiaal opdook, waarop CIA-agenten te zien waren die eerder bij het Varkensbaai-fiasco betrokken waren. Toen het Varkensbaai-fiasco plaatsvond, was Robert Kennedy minister van Justitie onder president Kennedy en Johnson vicepresident. De reden voor hun aanwezigheid was niet duidelijk; ze was wel opmerkelijk, omdat de CIA over buitenlandse veiligheid gaat en niet over binnenlandse, waarvoor het FBI verantwoordelijk is. 
Verder klopte de positie van Sirhan in de balzaal (tegenover de senator, op enige meters afstand) niet met de inslag van het dodelijke schot in Kennedy's achterhoofd (afgevuurd vanaf ongeveer vijf centimeter). In een andere theorie wordt de vraag opgeworpen, hoe er elf kogels konden komen uit een pistool met een magazijn voor maximaal acht patronen, dat bovendien met slechts zes patronen gevuld zou zijn. Echter, er is een audio-opname waarop duidelijk acht schoten te horen zijn.
Verder was ook Jim Braden aanwezig in het Ambassador Hotel. Braden werd kort na de moord op president Kennedy aangehouden in het Dal-Texgebouw, een kantoorgebouw tegenover het schoolboekenmagazijn aan Dealey Plaza (van waaruit Lee Harvey Oswald volgens de officiële lezing president Kennedy doodschoot). Na het afleggen van een verklaring werd hij vrijgelaten. Later bleek dat Braden eerder bekendstond als Eugene Hale Brading, een veroordeelde beroepscrimineel die voor de georganiseerde misdaad werkte. Enkele weken voor de moord op president Kennedy had hij zijn naam officieel gewijzigd. Tijdens het onderzoek naar de moord op Robert F. Kennedy werd hij niet gearresteerd.
Een theorie over de aanwezigheid van een tweede schutter, een zogenaamde second gunman theory, is gebaseerd op de twijfel of Sirhan wel zo dicht bij de presidentskandidaat is geweest, dat hij diens exacte schotwonden kan hebben toegebracht. Ook hebben meerdere getuigen gemeld in totaal meer schoten gehoord te hebben dan de acht die Sirhan maximaal kan hebben afgevuurd, waarvan enkele bovendien uit een andere richting kwamen. In 2012 werd dit verhaal door Nina Rhodes-Hughes (actrice, destijds bekend onder haar geboortenaam Nina Roman) in een interview met CNN bevestigd. Zij gaf ook aan dat ze dat destijds al tegenover de FBI had verklaard. Tot op heden heeft Justitie hier geen onderzoek naar gedaan.